# جورج لايكي
جورج راسل لايكي (بالإنجليزية: George Lakey) (وُلد في 2 نوفمبر في عام 1937)، هو ناشط وعالم اجتماع وكاتب، وضع ركيزةً أكاديميةً لمفهوم الثورة السلمية. صقل لايكي الممارسة المتمثّلة في التدريب التجريبي للناشطين، والذي أطلق عليه اسم «التعليم المباشر». شارك لايكي في تأسيس وقيادة العديد من المنظّمات والحملات الداعية لتحقيق العدالة والسلام، وذلك بصفته عضوًا في جمعية الأصدقاء الدينية.

## مسيرته النشاطية
كان لايكي نشطًا في حركة إيقاف القنبلة ومشاركًا في حركة الحقوق المدنية خلال خمسينيات القرن الماضي، وذلك قبل اعتقاله من اعتصام في عام 1963. أصبح لايكي مدربًا لصالح مشروع صيف الحرية في مسيسيبي وشارك في تأليف كتابه الأول دليل للعمل المباشر في العام التالي؛ إذ استُخدم كتابه هذا على نطاق واسع في الجنوب في أثناء اندلاع حركة الحقوق المدنية. شارك لايكي في تأسيس هيئة فريق عمل أعضاء جمعية الأصدقاء الدينية الوطنية (إيه. كيو. إيه. جي.) في عام 1966؛ دفعته أنشطة هذه الهيئة إلى السفر إلى فيتنام في عام 1967 بهدف المشاركة في حركة سفينة فينيكس الشراعية الاحتجاجية في جنوب فيتنام، إذ سعت هذه الحركة إلى توفير الإمدادات الطبية للحركة البوذية المعادية للحرب هناك.
كان لايكي نشطًا في عمله المباشر مع فريق عمل أعضاء جمعية الأصدقاء فيما يخصّ النضال البورتوريكي لمنع قوات البحرية الأمريكية من استخدام جزيرة كوليبرا بهدف التدريب على الرماية في عام 1970. ساعد لايكي في تأسيس حركة من أجل مجتمع جديد (إم. إن. إس.) في عام 1971، وهي شبكة من المجموعات المستقلة التي تعمل بهدف خلق ثورة سلمية. تضمّنت هذه الشبكة تجمّعات حيّة وجمعيات تعاونية بالإضافة إلى مشاركتها في الحركات الوطنية في سبعينيات وثمانينيات القرن الماضي. أصبح برنامج الشبكة التدريبي في رابطة مركز فيلادلفيا المعيشي ذو تأثير بالغ في الولايات المتّحدة وخارج حدودها، إذ ساهم هذا البرنامج في نشر تعليم باولو فريري الشعبي بالإضافة إلى أساليب التدريب التشاركية الأخرى.
تسلّم لايكي زمام القيادة الوطنية في حملة لإيقاف قاذفة قنابل بي-1لانسر وتشجيع التحول إلى السلام خلال سبعينيات القرن الماضي؛ إذ نجحت هذه الحملة في إقناع الكونغرس والرئيس الأمريكي كارتر بإيقاف تمويل برنامج القوات الجوية. شارك لايكي في تنظيم حركة رجال ضد النظام الأبوي في عام 1976، التي كانت حركةً رائدة مكوّنة من مجموعة من الرجال المناهضين للتحيّز الجنسي. أسس لايكي قسمًا خاصًا ببنسلفانيا ضمن ائتلاف عمّالي/مجتمعي ووطني تحت اسم «وظائف وسلام»، واستمر في بذل جهوده ضمن هذا النطاق لمدّة سبع سنوات.
شارك في تأسيس منظمة تدريب من أجل التغيير (تي. إف. سي.) بالتعاون مع الناشطة الفيلادلفية باربرا سميث في عام 1991. طوّرت منظمة تدريب من أجل التغيير مناهجًا تربويةً جديدةً تحت اسم «التعليم المباشر»، إذ استندت هذه التدريبات على تدريب سابق في مدرسة مارتن لوثر كينغ للتغير الاجتماعي وحركة من أجل مجتمع جديد. أقامت منظّمة تدريب من أجل التغيير دورات تدريبية ومشاورات للنشطاء والمنظمات غير الحكومية في 20 دولة.
شارك لايكي في تأسيس فريق عمل أعضاء جمعية الأصدقاء الدينية من أجل الأرض (إي. كيو. إيه. تي.) في عام 2009، إذ سعى هذا الفريق إلى إيجاد اقتصاد عادل ومستدام من خلال مجموعة من حملات العمل المباشر السلمي. فازت المجموعة بحملتها الأولى، ما أجبر بنك بّي. إن. سي. على التوقف عن تمويل مشاريع إزالة القمم الجبلية لأغراض تعدينية في أبالاشيا. اعتُقل لايكي وهو في عقده السبعين من عمره خلال شنّه لهذه الحملة، ثمّ قاد مسيرةً لمسافة 200 ميل.